# Arenahalli, Piriyapatna
Arenahalli là một làng thuộc tehsil Piriyapatna, huyện Mysore, bang Karnataka, Ấn Độ.